# Prado, Bahia
Prado este un oraș în statul Bahia (BA) din Brazilia.